# アウグステ・フォン・ヘッセン＝ホンブルク
アウグステ・フリーデリケ・フォン・ヘッセン＝ホンブルク（Auguste Friederike von Hessen-Homburg, 1776年11月28日 - 1871年4月1日）は、ドイツのヘッセン＝ホンブルク方伯女で、メクレンブルク＝シュヴェリーン大公世子フリードリヒ・ルートヴィヒの3番目の妃。

## 生涯
ヘッセン＝ホンブルク方伯フリードリヒ5世とその妻でヘッセン＝ダルムシュタット方伯ルートヴィヒ9世の娘であるカロリーネの間の第6子・四女。姉妹たちは年頃になると皆結婚して家を出て行ったのに対し、アウグステだけは病気がちの父の世話をするため結婚せず実家の宮廷に残った。
- 父のフリードリヒ5世
- 姉のアマーリエとアウグステ（ティシュバイン画、1799年～1805年頃）

1818年4月3日、42歳の時にメクレンブルク＝シュヴェリーン大公世子フリードリヒ・ルートヴィヒとホンブルクで結婚。夫は結婚して1年半後に亡くなり、間に子供も得られなかった。しかも夫は2人の妻に先立たれた男やもめで4人の子持ちであったため、アウグステは夫の遺児たちの世話に専念せざるを得なくなった。アウグステは特に夫の次女ヘレーネとは親密で愛情深い母子関係を築いた。ヘレーネの母カロリーネ・ルイーゼとは従姉妹同士であり、死の床にあったカロリーネに、夫の後添えとなりヘレーネの新しい母となるよう懇願されていたのであった。
94歳の高齢で亡くなり、ルートヴィヒスルスト城敷地内のヘレナ・パヴロヴナ霊廟に葬られた。